# Wellentheorie (Linguistik)

Mengendiagramm zur Verdeutlichung der Wellentheorie von Johannes Schmidt. Der Hintergrund stellt ein Sprachkontinuum dar, über die Sprachgrenzen hinweg. Die Kreise repräsentieren stabile Sprachen. Diese Kreise verbreiten sich von kleinen Zentren ausgehend, wellenförmig. Im Lauf der Entwicklung deckt sich die neue, innovative Sprache nicht mehr mit den übrigen Kreisen. Nach der Wellentheorie verfügen räumlich und/oder zeitlich benachbarte sprachliche Varietäten (Kreise) über ein weitgehend übereinstimmendes Sprachinventar. Die Randlinie eines jeden Kreises stellt die maximale Verbreitung der Innovation dar, die von einem Zentrum ihren Ausgang nehmen.

Die Wellentheorie der Sprachentwicklung wurde ursprünglich von Hugo Schuchardt in einer seiner Leipziger Vorlesungen im Jahre 1870 in die historische Sprachwissenschaft und Dialektologie eingeführt. Johannes Schmidt (1843–1901) entwickelte das Konzept weiter. In seiner Analyse der Verwandtschaftsverhältnisse der indogermanischen Sprachen begründete er 1872 die Auffassung von der allmählichen räumlichen Verbreitung sprachlicher Neuerungen, kurz Wellentheorie genannt.
Die Wellentheorie richtete sich gegen die damals aufkommende Lehrmeinung von der Ausnahmslosigkeit der Lautgesetze, mit der die Junggrammatiker bis in die 1930er Jahre entscheidenden Einfluss in der indogermanischen Sprachwissenschaft hatten. In Analogie zur Wellenlehre in der Physik sah Johannes Schmidt Entwicklungen der indogermanischen Sprachen und anderer Sprachfamilien als Resultat von Überlagerungen. Diese Interferenzen und kleinere Änderungen würden in kleinen Gruppen entstehen und sich ausbreiten. Dabei würde der Effekt im Laufe der Ausbreitung immer schwächer, ähnlich den Wellen, die ein ins Wasser geworfener Stein erzeugt.
Die Wellentheorie ergänzt die von August Schleicher (1821–1868) entwickelte Stammbaumtheorie, nach der sich Sprachen analog der Evolution biologischer Arten aus Ursprachen entwickeln. Mithilfe der Wellentheorie kann die Ausbreitung bestimmter sprachlicher Erscheinungen über Sprachgrenzen hinaus einfacher erklärt werden als mit evolutionstheoretischen Modellen wie beispielsweise der genetischen Drift.